# Astronome
Astronome è un album in studio del compositore statunitense John Zorn ed il secondo album in studio del Moonchild Trio. Fu pubblicato il 17 ottobre 2006 dalla Tzadik Records.
Il direttore teatrale Richard Foreman fece un'opera basata su questo album. Si chiamò Astronome: A Night at the Opera: An Initiation e venne eseguito al Ontological-Hysteric Theater dal 5 febbraio 2009 al 5 aprile dell'anno stesso.

## Tracce
Musiche di John Zorn.
1. Act One – 14:34
2. Act Two – 17:02
3. Act Three – 12:44

Durata totale: 44:20

## Formazione
- John Zorn - produttore, arrangiatore, direttore
- Mike Patton - voce
- Joey Baron - batteria
- Trevor Dunn - basso